# Ann Linde
Ne doit pas être confondu avec Anna Lindh.
Ann Linde (née le 4 décembre 1961 à Helsingborg, Suède), est une femme politique suédoise, membre du Parti social-démocrate.

## Biographie
De 2016 à 2019, elle est ministre des Affaires de l'Union européenne et du Commerce puis ministre de la Coopération nordique de janvier à septembre 2019, et enfin ministre des Affaires étrangères de 2019 à 2022.